# 대퇴골두 골단 분리증
대퇴골두 골단 분리증(大腿骨頭骨端分離症, Slipped capital femoral epiphysis, SCFE 또는 skiffy, slipped upper femoral epiphysis, SUFE 또는 souffy, coxa vara adolescentium)은 뼈끝판의 파열을 가리키는 의학 용어의 하나로, 골단이 분리되는 결과를 낳는다.
SCFE는 청소년기에 매우 흔한 둔부 장애이다.

## 분류
- 비정형/정형(Atypical/Typical)
- 로더 분류(Loder classification)
  - 안정
  - 불안정 - 환자가 목발이 있어도 이동할 수 없는 경우 정의함.[1]
- 일시적
  - 급성
  - 만성
  - 급만성
- 방사선학적
  - 등급 I = 0-33% 슬리피지
  - 등급 II = 34-50% 슬리피지
  - 등급 III = >50% 슬리피지

## 역학
대퇴골두 골단 분리증은 100,000명의 어린이들 가운데 약 1~10명에게 영향을 미친다.

## 같이 보기
- 레그-칼베-페르테스병